# F-15K 슬램 이글

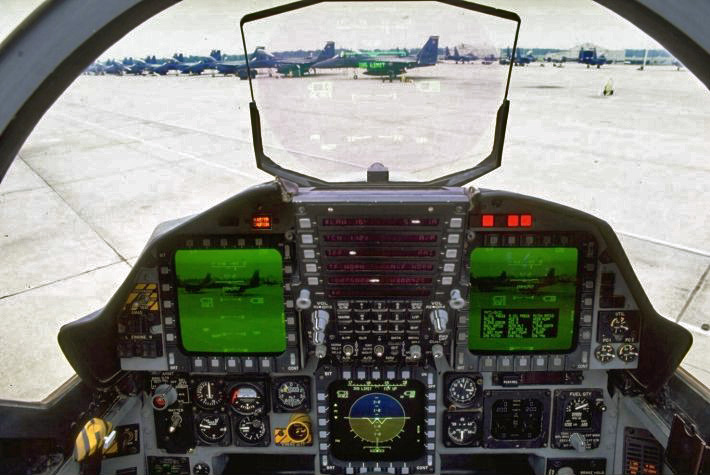
F-15K의 토대가 된 F-15E의 조종석

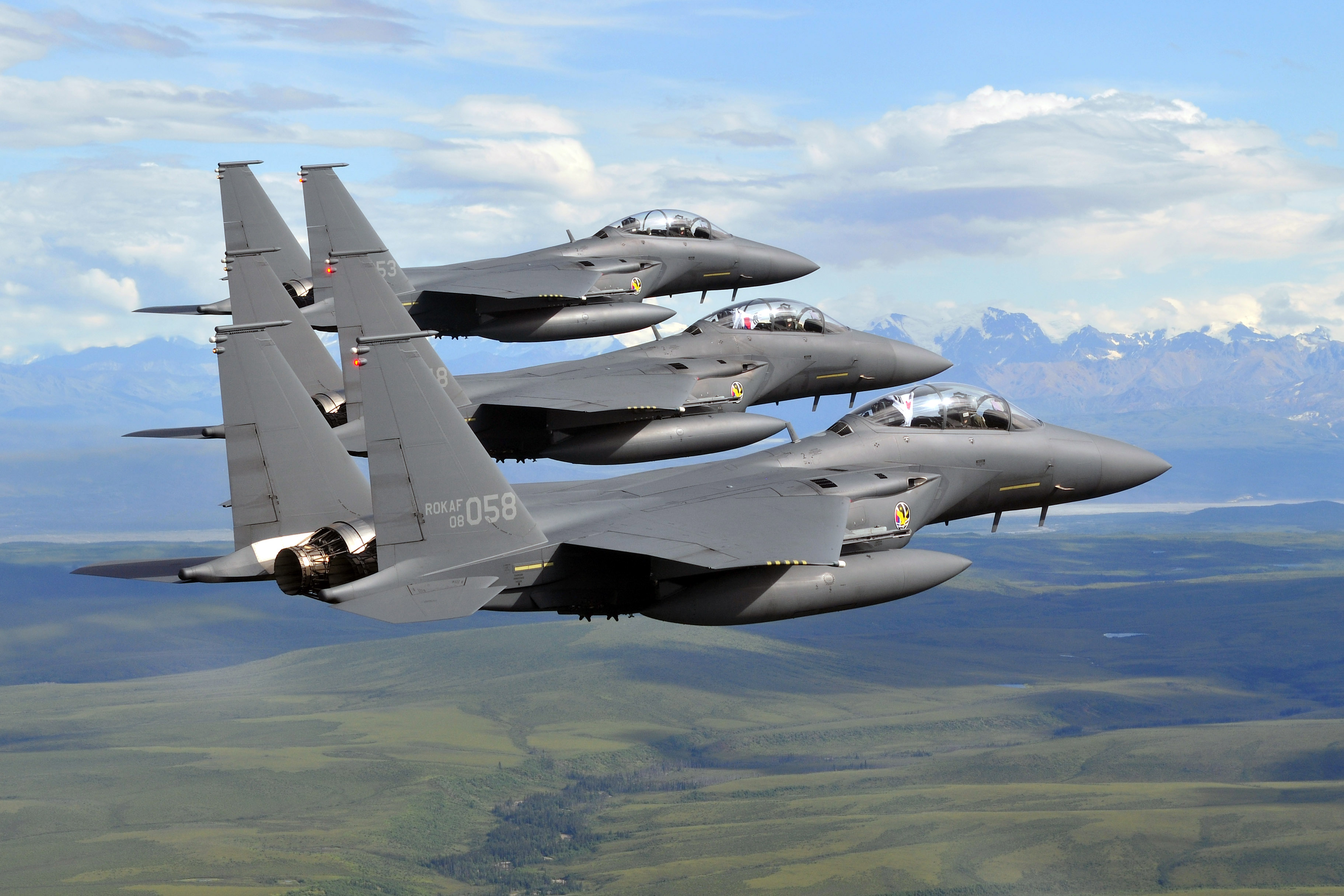
알래스카에서 훈련중인 F-15K

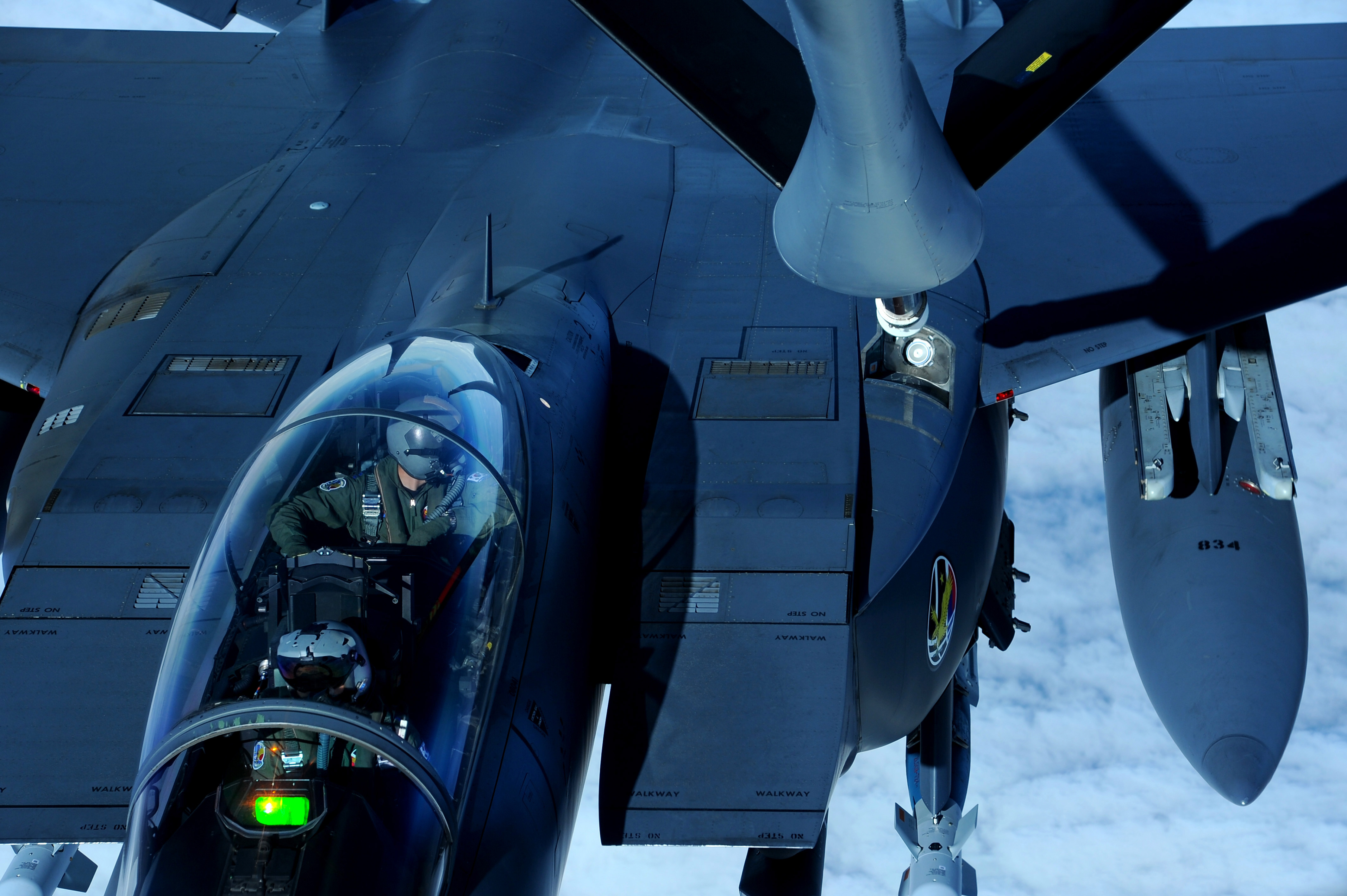
공중급유중인 F-15K

F-15K 슬램 이글(영어: F-15K Slam Eagle)은 F-15E 스트라이크 이글의 파생형 모델이자 최신 4세대 전투기로 미국의 보잉사가 제작하고, 대한민국 공군이 운용하는 전폭기이다. 2002년 4월 차기 전투기(FX) 사업의 기종으로 선정되어 총 40기가 발주되었으며 2005년 10월에 3, 4호기가 한국에 인도된 것을 시작으로 2008년 1차 도입이 모두 완료되었다. 2008년 4월 2차 FX 사업을 통해 추가로 21기의 F-15K가 더 발주되어 대한민국 공군은 총 59기(추락한 2기 제외)의 F-15K를 보유하고 있다. 2005년 12월 12일, F-15K는 '슬램 이글(Slam Eagle)'로 정식 명명되었다.

## 역사

### F-15E 개량형
당초 미국 공군에서는 노후화가 진행 중인 F-15E에 대한 성능개선을 보잉사에게 요청하였다. 보잉사는 이에 따라 새롭게 F-15E를 개량하였으나, 미 공군에서 예산 감축으로 인해서 도입하지 않았다. 그러자 보잉은 한국의 전투기 사업에 기존에 제안했던 F-15E를 대신하여 F-15E 개량형을 제안하게 된다.

### FX 사업 선정
당시 FX 사업을 통해 120기의 차기 전투기를 도입할 계획 이었으나, 90년대 말 발생한 외환 위기가 닥치자, 자금 사정으로 총 구입 대수가 60대로, 그 60대에서 다시 40대로 줄었다. 프랑스 다소 사의 라팔, 유럽 4개국 콘소시엄의 유로파이터, 로스브로제니아의 Su-37, 그리고 미국 보잉사의 F-15E 등 4개 기종이 FX 사업에 참가하였다. 그러나 보잉의 미 공군 개량 불가로 인하여 F-15E대신 F-15E와 같은 가격으로 개량형을 주겠다는 조건아래 F-15E 개량형을 제출, 이때부터 F-15K Slam Eagle로 명명되었다. 최종적으로 라팔과 F-15K가 경합을 벌였으며, 대한민국 공군이 요구했던 한미 연합군의 체계에서의 운용성 등을 고려하여 F-15K가 최종 선정되었다.

### 제작 및 도입 일정
차기 전투기로 선정된 F-15K 슬램 이글은 미국 세인트 루이스의 보잉 공장에서 제작되기 시작해서, 2005년 3월 제 1호기가 첫 시험 비행에 성공했다. 시험 비행 성공 이후, 보잉 사는 같은 해 3월 16일 공식적인 F-15K 출고식을 가졌다.
1호기와 2호기는 미국 세인트 루이스에 남아서 2006년 5월까지 각각 비행 시험용과 지상 시험용으로 각종 테스트에 활용되었고, 모든 테스트 완료 이후 한국에 인도되었다. 한편 3호기와 4호기는 2005년 10월에 한국에 인도되는 최초의 F-15K가 되었으며, 2005년 서울 에어쇼에 첫 선을 보였다. 
뒤이어 2005년 12월에 5, 6호기가 도입되었고, 2006년에 8기, 2007년에 16기, 2008년에 12기 등 총 40기의 1차 사업 해당분의 도입이 완료되었다. 총 사업비는 5조 6천억 원이다.
공군은 2006년까지는 도입된 F-15K를 주로 조종사 기종 전환 훈련에 활용할 예정이며, 2007년 1월부터 제한적으로 운용하기 시작해서 2007년 9월부터 본격적으로 작전에 운용할 예정이다. 다만, 2007년 9월의 정상 작전 투입 이전에도 독도 지역 방위 임무에는 투입이 가능한 것으로 알려져있다.

### 추가도입 (2차 FX 사업)
공군은 최초 40기의 F-15K 도입에 이어, 2009년부터 2차 FX 사업을 통해서 추가로 40기를 더 도입할 계획을 추진하였다. 하지만, 2006년 5월에 의결된 '2007년-2011년 국방중기계획안'에 따르면, 예산 부족으로 20기만 추가로 도입하여 총 60기의 F-15K 슬램 이글로 비행단을 구성하게 되었다.
다만, 1차 FX 사업의 연장으로 같은 모델을 추가 도입하는 형식이 아니라, 여러 전투기 제작사들을 경쟁시키는 입찰 형식으로 추가 도입이 이루어졌다. 이에 따라 2007년 봄에 'F-15K급' 전투기 20대를 구매하는 2차 FX 사업이 시작되었는데, 보잉 사가 F-15K 모델로 단독 응찰하였다. 2008년 4월, F-15K 21대를 구매하기로 확정했으며 사업비는 2조 3천억 원이다. 2차 FX 사업으로 들어오는 F-15K는 1차 때와는 달리 프랫 앤 휘트니 사의 F100-PW-229EEP 엔진을 장착하기로 되었고, 타켓팅 포드를 타이거 아이(일명 랜턴-2000)대신 스나이퍼 XR로 교체하였다.

### 전력화
대한민국 공군은 2008년 7월 10일 대구 공군기지에서 F-15K로 구성된 제11전투비행단 122전투비행대대를 창설하고, 본격적으로 F-15K를 작전에 운용하기 시작했다. 2005년 도입이 시작된 이래 이전까지는 조종사 양성 훈련과 사격 훈련, 항공기 성능 점검, 전술 훈련 등을 주로 해왔으나, 이후부터는 초계 작전 등 본격적인 임무를 수행하게 됐다.

### 개량
방위사업청은 2030년대까지 F-15K 성능 개량사업을 추진해 ASEA 레이더를 장착하고 전자전 장비 등의 개량과 업그레이드할 예정이다. 개량과 함께 공중급유기 2대 추가도입 사업도 함께 진행된다.

## 개발 원형

### 기본 모델
F-15E Strike Eagle:
컨포멀 연료 탱크가 장착된 2인승 전천후 다기능 타격 버전. F-15I, F-15S, F-15K, F-15SG, F-15SA 및 기타 개량형으로 개발되었다.

## 제원

### 일반특성
- 승무원 : 2
- 기체 길이(Length) : 19.43 m (63ft 8 inches)
- 날개폭(Wingspan) : 13.05 m (42ft 9 inches)
- 높이(Height) : 5.6 m (18.5ft)
- 날개 면적(Wing area) : 56.5 m2 (608ft2)
- 경하 중량(Empty weight) : 31,634 lb (14,379 kg)
- 무장 탑재 중량(Loaded weight) : 45,000 lb (20,411 kg)
- 최대 이륙 중량(Max takeoff weight) : 81,000 lb (36,700 kg)
- 최대 무장 탑재량(Full Loaded) : 29,150 lb (13,205 kg)
- 공중 급유 방식 : 붐 방식
- 레이더(Radar) : AN/APG-63(V)1 추후 AN/APG-63(V)3 업그레이드 가능
- 엔진(Power plant) : 2×F110-GE-129(229) a/b turbofans, 각 29,400lbf (131 kN)의 추력
- 추력대중량비(Thrust/weight) : 0.967 (경하 중량 + 최대 무장 탑재 / 연료 제외)

### 성능
- 최대 속도(Maximum speed) : 마하(Mach) 2.3 ~ 2.5 (1,650+ mph, 2,660+ km/h)
- 전투 반경(Combat radius) : 1,270km
- 항속 거리(Ferry range) : 5,700km(CFT + 외부 연료탱크 3개 장착시) 4,445km(CFT)
  - 공대공 / 공대지 미사일 모두 장착, 최대 연료량 탑재한 후 항속 거리 (Full Loaded weight-Range): 1,800km
- 최대 상승 고도(Service ceiling) : 63,100 ft / 100,000 ft (ultimate), 19,232m / 30,480m (ultimate)

### 무장
- 기총: 1× 20 Gm M61A1 Vulcan

- 공대공 미사일(Air-to-air Missiles)을 사용할 경우
  - 8발× 암람 (AIM-120 AMRAAM) 또는
  - 4발× 사이드와인더 (AIM-9X Super sidewinder)와 4발× 스패로우 (AIM-7 스패로우)
    - 그리고 610 갤런 (gallons)의 연료탱크 (drop tank) 2개

- 공대지 미사일(Air-to-surface missiles)을 사용할 경우
  - 4발× 메버릭 (AGM-65 Maverick)과 4발× 사이드와인더와 4발× 스패로우 또는
  - 2발× AGM-84L 하푼 Block 2과 4발× 암람 또는
  - 2발× AGM-84K SLAM-ER과 4발× 암람 또는
  - 2발× AGM-130과 4발× 암람
  - AGM-154 JSOW
  - AGM-158 JASSM

- 폭탄(bombs), 지상 타격시
  - 26발× Mark 82 bomb과 4발× 사이드와인더
  - 7발× Mark 84 bomb과 4발× 암람
  - 24발× CBU-87 Combined Effects Munition과 4발× 사이드와인더
  - CBU-89 Gator
  - CBU-97 Sensor Fuzed Weapon
  - CBU-103 CEM
  - CBU-104 Gator
  - CBU-105 SFW
  - 1발× GBU-10 Paveway II와 8발× GBU-12 Paveway II과 4발× 암람
  - 2발× GBU-10 Paveway II와 4발× 암람 그리고 610 갤런 (gallons)의 연료탱크 (drop tank) 3개
  - GBU-15
  - GBU-24 Paveway III
  - GBU-27 Paveway III
  - GBU-28
  - GBU-31 JDAM
  - GBU-38 JDAM
  - GBU-39 Small Diameter Bomb
  - GBU-54 Laser JDAM

## 레이더
레이더는 AN/APG-63(v)1을 사용하고 있다. 한국 공군이 보유한 전투기 레이더중에서 가장 장거리 탐지거리를 갖고 있으며, 같은 F-15K 전투기를 200km 이상의 거리에서 탐지할 수 있고, 185km 거리의 지상을 정밀탐색할 수 있는 지상 매핑 기능을 갖고 있다. AN/APG-70의 레이더보다 10배 이상 빠른 프로세서를 갖고 있다.

## 향상된 능력
F-15K 슬램 이글은, 미 공군이나 타 국가 공군에서 운용하는 F-15E 기체들에 비해 많은 면에서 개선된 신예 전투기이다. 다른 F-15E 기체들보다 개선된 주요한 점으로는, 향상된 엔진 추력, 적외선 탐색 및 추적 장비(IRST, InfraRed Search and Track), 3세대  주·야간 정밀 침투 장비(LANTIRN)인 Tiger Eyes, 통합형 헬멧 목표지시 및 시현장치(JHMCS, Joint Helmet Mounted Cueing System), 이전 F-15의 중앙 컴퓨터들보다 10배 이상 향상된 ADCP(Advanced Display Core Processor), 그리고 SLAM-ER(Stand-off Land Attack Missile-Extended Response)을 비롯한 각종 최신 공대지 무기 등을 들 수 있다.
슬램 이글은 미국 레이시온(Raytheon) 사의 AN/APG-63(V)1 기계식 레이다를 장착하고 있는데, APG-63(V)1은 미 공군의 F-15E에 장착된 APG-70의 모든 공대공, 공대지 모드를 통합하고, 지상 이동 목표물 추적, 해상 수색/추적을 위한 추가 기능 및 향상된 고해상도 지형 매핑 기능을 갖고 있다. 또한 추후 전자식 스캔 레이다(AESA, Active Electronically Scanned Array)로 업그레이드할 수 있도록 기체 내에 배선과 모듈이 설치되어 있다.
F-15K 슬램 이글에는 F-15 기종 중에서는 최초로 미국 제너럴 일렉트릭(General Electric) 사의 F110-GE-129 엔진이 2대 장착되었다. F110-GE-129 엔진은 다른 F-15에 장착됐던 프랫 & 휘트니(Pratt & Whitney) 사의 F100 엔진보다 더 높은 추력을 낼 수 있다.
적외선 탐색 추적 장비(IRST)는 다른 F-15에는 없었던, F-15K에 최초로 장착된 장비이다. 이것은 야간에 상대편 레이다 감시에 걸리지 않도록 자체 레이다를 끈 상태에서 적외선으로 상대편 공대공 목표물을 탐지할 수 있게 해준다. Tiger Eyes Suite는 앞서 기술한 IRST 이외에도, 야간 침투/공대지 공격을 위해 지형 추적 장비(Terrain Following System), 전방 감시 적외선 장비(FLIR, Forward Looking Infra-Red), 조준용 포드 등을 포함하고 있다. 미 공군의 F-15E에 장착됐던 LANTIRN에 비해서 성능이 향상된 3세대 장비이다.
F-15K의 항공 전자 장비(Avionics)는 기존의 F-15E나 F-15에 비해 많은 향상이 있었다. 향상된 항공 전자 장비의 핵심은 ADCP(Honeywell Advanced Display Core Processor)인데, ADCP의 성능은 이전 F-15E에 내장됐던 중앙 컴퓨터에 비해 항전 컴퓨터의 성능이 10배 이상 향상되었다. 또한, 상용 데이터 처리 기술을 이용해서 개발되었기 때문에, 낮은 비용으로 개발/유지/업그레이드가 가능하다. ADCP는 헬멧장착 시현장치(JHMCS)와 공대공 미사일을 연동시키는 일도 담당한다. 따라서 공대공 전투 시에 상대편에게 미사일을 발사하기 위해서, 조준할 수 있는 위치로 비행기를 이동시킬 필요 없이, 조종사가 상대편 비행기를 쳐다보는 것만으로 자동 조준이 된다. F-15K에 장착된 헬멧장착 시현장치는 이외에도 조종사의 헬멧 바이저(Visor)에 목표 포착 정보 및 비행 속도/고도 등 각종 비행 정보를 표시해주므로, 주변 상황 인식(Situation Awareness)에 많은 도움을 준다.

## SLAM-ER 주파수
2005년 9월, 국회의 국정감사 과정에서, 공대지 미사일 SLAM-ER과 F-15K 사이의 데이터 링크를 위한 주파수 대역이 한국 국내의 PCS와 IMT2000 주파수 대역과 겹친다는 문제점이 공개되었다. 혼선이 생길 경우, 전투기에서 발사한 미사일을 통제할 수 없는 것은 물론, 표적에 관한 정보 파악도 어렵게 되는 등, SLAM-ER의 정상적인 운영이 불가능해진다. 공군은 미국 보잉사와 SLAM-ER의 주파수 대역 변경을 협의하였으나, 보잉사는 1년 정도의 소요 기간 및 1백만 불의 추가 비용이 필요하다는 입장을 밝혔다. 이에 따라서, 공군은 평시 공대지 유도탄 훈련에는 주파수를 사용하지 않는 방식으로 항공기에 데이터링크 송수신기와 모의 훈련탄을 장착하는 방안을 보잉측과 협의하기로 하였다.

## JASSM
한국은 보잉 F-15K에 장착하는 보잉 JASSM을 수입하려고 했다. 합동참모본부는 2003년 7월 사거리 370km 이상인 JASSM 260발(1차 170발, 2차 90발)을 2012년까지 2,038억원에 구입하기로 결정했다. 그러나 미국에서 수출승인이 나지 않았으며, 방위사업청은 자체개발이 충분히 가능하며, 국산 중거리 공대지 미사일이 개발된다면 2018년에 실전배치할 수 있다고 보고 있다. 독자개발을 할 경우 수입보다 비용과 시간이 더 들지만 장점도 있다.
3배 비싼 독일제 타우러스는 80여발만 도입해야 하기에, 한국군이 설정한 장거리 공대지 유도탄의 북한 내 핵심표적 250여개를 무력화시킬 수 없다.
다른 오신트에 따르면, 미제 JASSM은 70만 달러(7억원), 독일제 타우러스는 95만 유로(9억5천만원)이라고 알려져 있다. 프랑스제 스칼프는 이탈리아가 135만 달러(13억5천만원)에 구입했으며, 프랑스는 80만 유로(8억원)에 구매했다고 알려져 있다.
미 국방부가 JASSM의 판매를 미루자, 결국 2013년 말 방사청은 독일제 타우러스 공대지 순항미사일을 도입하기로 결정하였다. 이는 JASSM의 개발이 지연되면서 오히려 타우러스보다 비싸졌고, 타우러스 측에서 국방부에게 기술이전을 해주겠다는 약속 때문인걸로 보인다.

## 독도지역 전투임무 가능시간
| 구분  | 이착륙기지 | 전투임무가능시간 | 산출기준 |
| ----- | ---------- | ---------------- | --- |
| KF-16 | 중원       | 15분             | 이륙~임무지역: 고도 25M, 속도 마하 0.9 공중전투: 최대출력 5분 교전 초계: 25M~30M, 속도 마하 0.9 유지 귀환: 최적 순항 고도/속도, 정상 Initial 연료 (외부 연료탱크 장착 안할시 기준) |
| KF-16 | 강릉       | 30분             | 이륙~임무지역: 고도 25M, 속도 마하 0.9 공중전투: 최대출력 5분 교전 초계: 25M~30M, 속도 마하 0.9 유지 귀환: 최적 순항 고도/속도, 정상 Initial 연료 (외부 연료탱크 장착 안할시 기준) |
| F-15K | 대구       | 70분             | 이륙~임무지역: 고도 25M, 속도 마하 0.9 공중전투: 최대출력 5분 교전 초계: 25M~30M, 속도 마하 0.9 유지 귀환: 최적 순항 고도/속도, 정상 Initial 연료 (외부 연료탱크 장착 안할시 기준) |
| F-15K | 강릉       | 80분             | 이륙~임무지역: 고도 25M, 속도 마하 0.9 공중전투: 최대출력 5분 교전 초계: 25M~30M, 속도 마하 0.9 유지 귀환: 최적 순항 고도/속도, 정상 Initial 연료 (외부 연료탱크 장착 안할시 기준) |

그러나, 이러한 공군의 발표는, 공중급유기가 없다는 전제조건을 달고 있다. 공중급유기가 있는 경우에는 KF-16(20톤)이나 절반 크기인 제공호(11톤)전투기도 독도 영공에 도달하는데 행동반경이나 작전 시간상의 이득을 얻을 수 있다.
이외에 작전반경을 증가시킬수 있는 F-16용 CFT의 등장과 F-16에도 탈착식 외부 연료탱크 장착시에는 작전 시간이 30분 정도 더 늘어나기 때문에 전투가능시간이나 작전반경의 제약을 어느정도 완화시킬수 있다.

## 사건/사고
2006년 6월 7일 야간비행훈련을 위해 대구기지에서 이륙해 동해안에서 훈련 중이던 F-15K 1대가 오후 8시 20분경 추락하였다. 또한, 탑승자 2명 모두 순직하였다. 원인은 G-LOC로 밝혀졌다.
2018년 4월 5일 안개로 인해 귀환하던 F-15K 1대가 오후 2시 38분경 칠곡군의 유학산에 충돌하였다. 또, 조종사 2명 모두 순직하였다.

## 연관된 항목

### 비교 기종
- Su-35,37 - 라팔 - 유로파이터

### 관련 기종
- F-11 - YF-12 - F-14 - F-15 - F-16 - YF-17 - F/A-18

### F-15 시리즈
- F-15 - F-15A - F-15B - F-15C - F-15D - F-15E - F-15J - F-15I - F-15K - F-15S - F-15SG

## 같이 보기
- 전투기 목록
- 4.5세대 전투기
- F-15SE
- KF-21 보라매
- 방공식별구역(ADIZ)